# Proclamación de la República Irlandesa
La Proclamación de la República (en irlandés: Forógra na Poblachta), también conocida como  Proclamación de 1916 o Proclamación de Pascua, fue un documento emitido por los Voluntarios Irlandeses y el Ejército Ciudadano Irlandés durante el Alzamiento de Pascua en Irlanda, que comenzó el 24 de abril de 1916. En él, el Consejo Militar de la Hermandad Republicana Irlandesa, que se autodenomina el "Gobierno provisional de la República de Irlanda", proclamó la independencia de Irlanda del Reino Unido bajo el nombre de República Irlandesa. La lectura de la proclamación por Patrick Pearse fuera de la Oficina Central de Correos de Dublín (GPO) en Sackville Street (ahora llamada Calle O'Connell), la principal vía de la ciudad, marcó el comienzo del Alzamiento. La proclamación de independencia se inspiró en una similar emitida durante la rebelión de 1803 por Robert Emmet.

## Principios de la proclamación
Aunque el Alzamiento fracasó en términos militares, los principios de la Proclamación en diversos grados influyeron en el pensamiento de las generaciones posteriores de políticos irlandeses. El documento constaba de una serie de afirmaciones: 
- que los líderes del Alzamiento hablaban por Irlanda (una afirmación hecha históricamente por movimientos insurreccionales irlandeses);
- que el Alzamiento era parte de una ola de intentos de lograr la independencia mediante la fuerza de las armas;
- que la Hermandad Republicana Irlandesa, los Voluntarios Irlandeses y el Ejército Ciudadano Irlandés fueron fundamentales para el Alzamiento;
- "El derecho del pueblo de Irlanda a la propiedad de Irlanda"
- que la forma de gobierno debía ser una república;
- una garantía de "libertad religiosa y civil, igualdad de derechos e igualdad de oportunidades para todos sus ciudadanos", la primera mención de la igualdad de género, dado que las mujeres irlandesas bajo la ley británica no podían votar;
- un compromiso con el sufragio universal, un fenómeno limitado en ese momento a solo un puñado de países, sin incluir el Reino Unido;
- una promesa de "querer a todos los hijos de la nación por igual". Aunque estas palabras han sido citadas desde la década de 1990 por defensores de los derechos de los niños, "hijos/niños de la nación" se refiere a todos los irlandeses;[3]
- las disputas entre nacionalistas y sindicalistas se atribuyen a "diferencias cuidadosamente fomentadas por un gobierno extranjero", un rechazo de lo que más tarde se denominó teoría de las dos naciones.

## La impresión y distribución del texto

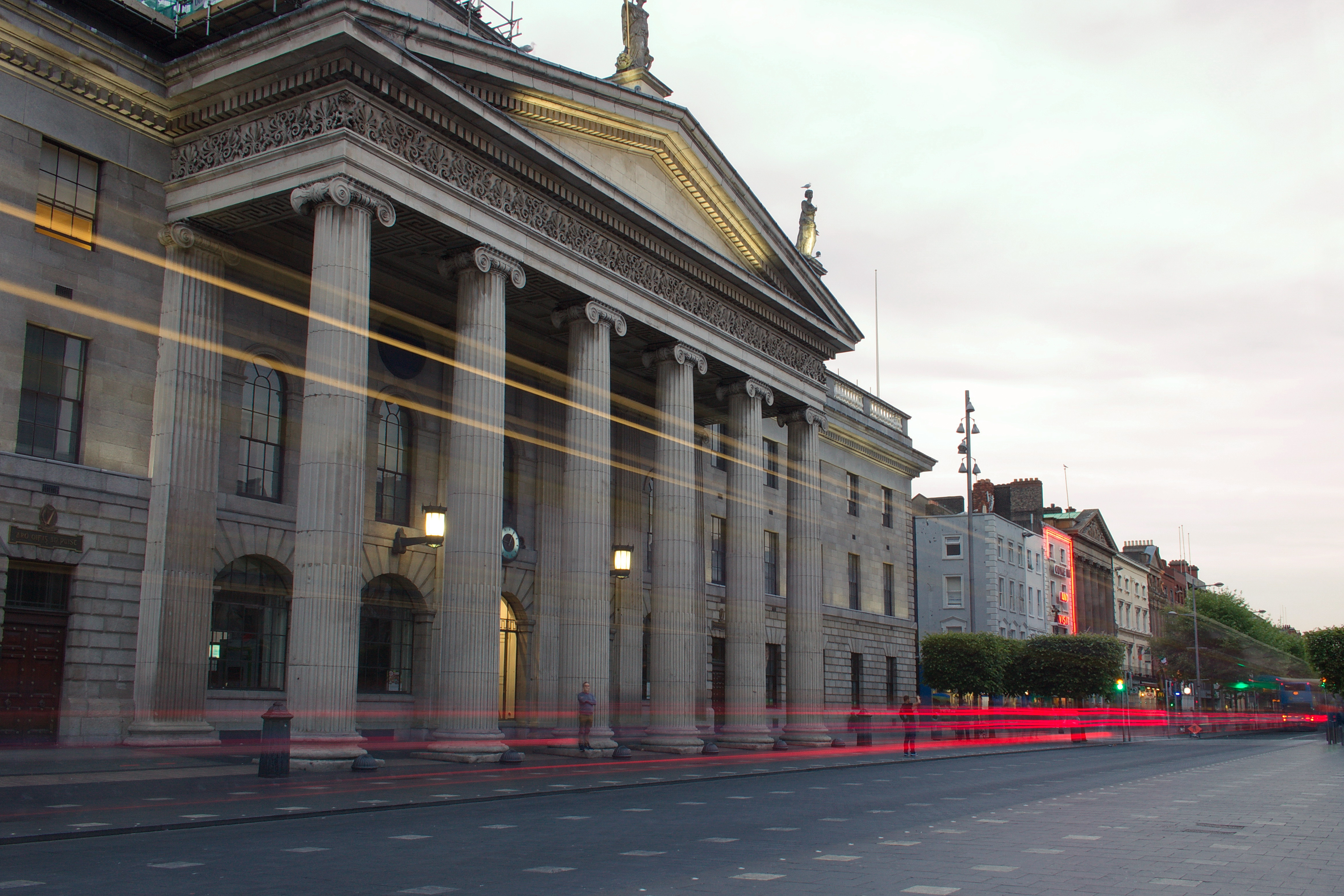
Oficina Central de Correos de Dublin, lugar desde donde se leyó la Proclamación durante el Alzamiento de Pascua de 1916.

La proclamación había sido impresa en secreto antes del Alzamiento en una prensa de cilindro de parada Summit Wharfedale, ubicada en Liberty Hall, Eden Quay (cuartel general del Ejército de ciudadanos irlandeses ). Debido a su impresión secreta, surgieron problemas que afectaron la disposición y el diseño. En particular, debido a una escasez de tipos, el documento se imprimió en dos mitades, imprimiendo primero la parte superior y luego la parte inferior en las mismas hojas de papel. Los tipógrafos fueron Willie O'Brien, Michael Molloy y Christopher Brady. Carecían de un suministro suficiente de tipos en el mismo tamaño y fuente, y como resultado, algunas partes del documento usan e de una fuente diferente, que son más pequeñas y no coinciden. 
El lenguaje sugería que la copia original de la proclamación en realidad había sido firmada por los líderes de Alzamiento. Sin embargo, nunca se ha encontrado evidencia, ni tampoco se menciona ningún registro contemporáneo, la existencia de una copia realmente firmada, aunque si hubiera existido tal copia, podría haber sido fácilmente destruida a raíz del Alzamiento por parte de alguien (en el ejército británico, un miembro del público o un participante del Alzamiento que intenta destruir pruebas potencialmente incriminatorias) que no apreciaron su importancia histórica. Molloy afirmó posteriormente que había editado el documento a partir de una copia manuscrita, con firmas en un papel separado que destruyó al masticarlo mientras estaba en prisión, pero esto fue discutido por otros participantes. Molloy también recordó que Connolly había pedido que el documento se pareciera al aviso de un subastador en el diseño general.
Aún quedan unas 30 copias originales, una de las cuales puede verse en el Museo Nacional de Imprenta de Irlanda. Las reproducciones se hicieron más tarde; a veces se han atribuido erróneamente como originales. Cuando los soldados británicos recobraron Liberty Hall, encontraron la prensa con el tipo de la parte inferior de la proclamación aún completamente configurada y, según informes, publicaron algunas copias como recuerdos, lo que llevó a una proliferación de estas "medias copias". James Mosley señala que los originales completos rápidamente se volvieron raros en el caos, y que más de un mes después, la policía de Dublín no había encontrado uno para sus archivos.

## Los firmantes
Los firmantes (como aparecieron sus nombres en la Proclamación): 
- Thomas J. Clarke
- Seán Mac Diarmada
- Thomas MacDonagh
- Patrick Pearse
- Éamonn Ceannt
- James Connolly
- Joseph Plunkett

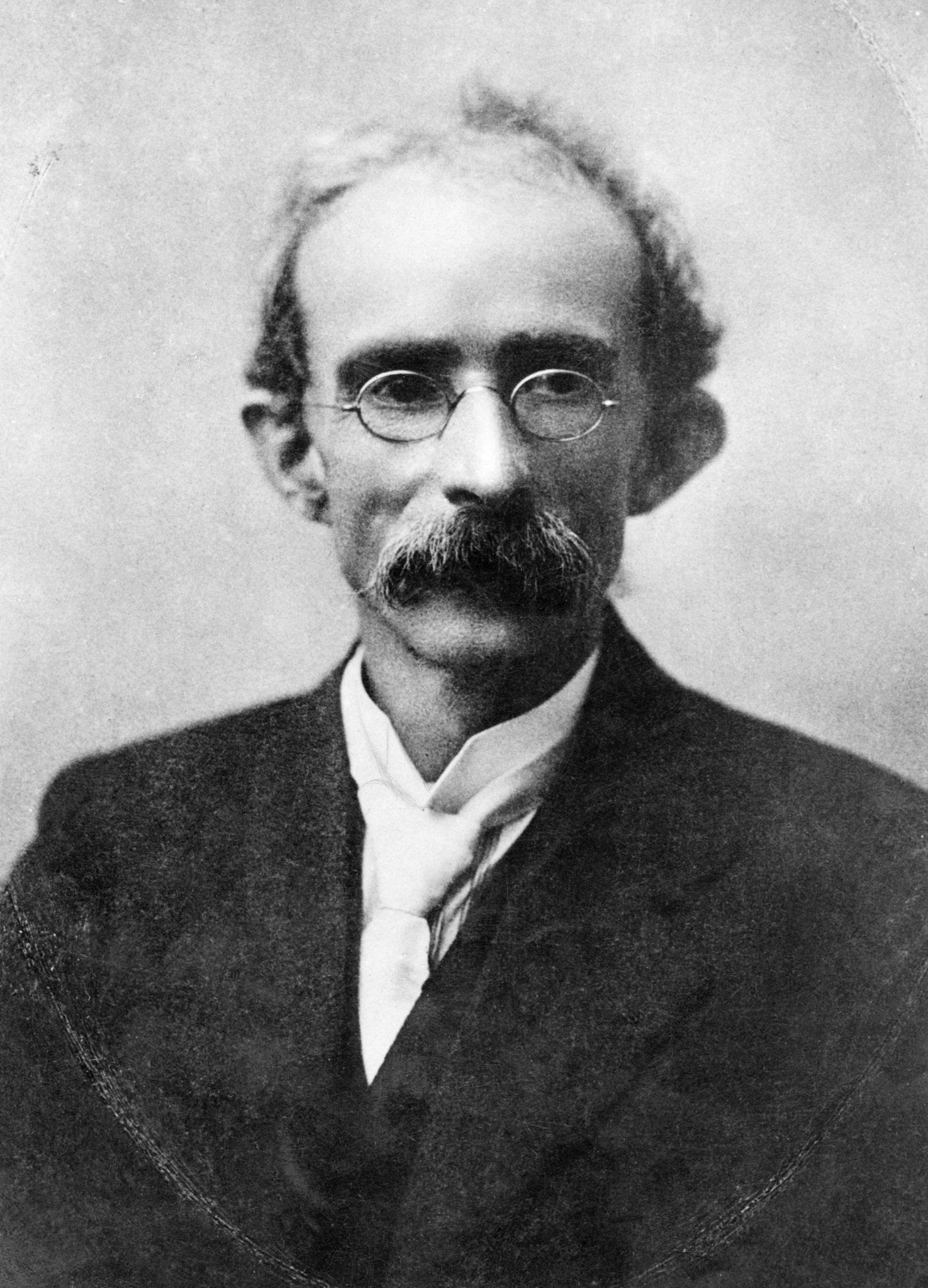
Thomas J. Clarke, uno de los firmantes de la Proclamación.

Una pregunta que se plantea a veces es por qué el primer nombre entre los "signatarios" no fue Pearse sino Tom Clarke, un veterano republicano. Si el orden de los nombres hubiera sido alfabético, Éamonn Ceannt habría aparecido en la parte superior. La viuda de Clarke sostenía que era porque el plan había sido que Clarke, como un veterano famoso, se convirtiera en el Presidente de la República Provisional. Tal explicación sin duda explicaría su posición principal. Sin embargo, otros asociados con el Alzamiento rechazaron esas afirmaciones que hizo en sus memorias. Documentos posteriores emitidos por los rebeldes le dieron a Pearse un lugar de honor, aunque como "Al mando de las Fuerzas de la República de Irlanda y Presidente del Gobierno Provisional, no "Presidente de la República". Si el plan había sido alguna vez tener a Clarke como jefe de Estado simbólico y a Pearse como jefe de gobierno, o simplemente era que Pearse siempre iba a ser central pero con declaraciones que describían su título de manera ambigua, sigue siendo un misterio sobre el que los historiadores todavía especulan. 
Los siete firmantes de la proclamación fueron ejecutados por los militares británicos (James Connolly, quien había sido herido en los combates, fue ejecutado sentado en una silla), por haber cometido traición en tiempos de guerra (es decir, durante la Primera Guerra Mundial). Los líderes políticos británicos consideraron las ejecuciones inicialmente como imprudentes, más tarde como una catástrofe, ya que el primer ministro Asquith y luego David Lloyd George afirmaron que lamentaban permitir que los militares británicos trataran el asunto como una cuestión de ley militar en tiempos de guerra, en lugar de insistir en que los líderes fueron tratados bajo la ley penal civil. Aunque inicialmente no simpatizaba con el Alzamiento (el principal periódico nacionalista irlandés, el Irish Independent pidió las ejecuciones), la opinión pública irlandesa cambió y se volvió más comprensiva debido a la forma en que los trataron y ajusticiaron. Finalmente, el gobierno de Asquith ordenó el cese de las ejecuciones e insistió en que los condenador fueran tratados a través de una ley civil. Para esa etapa, todos los firmantes y otros más habían sido ejecutados.

## Copias actuales

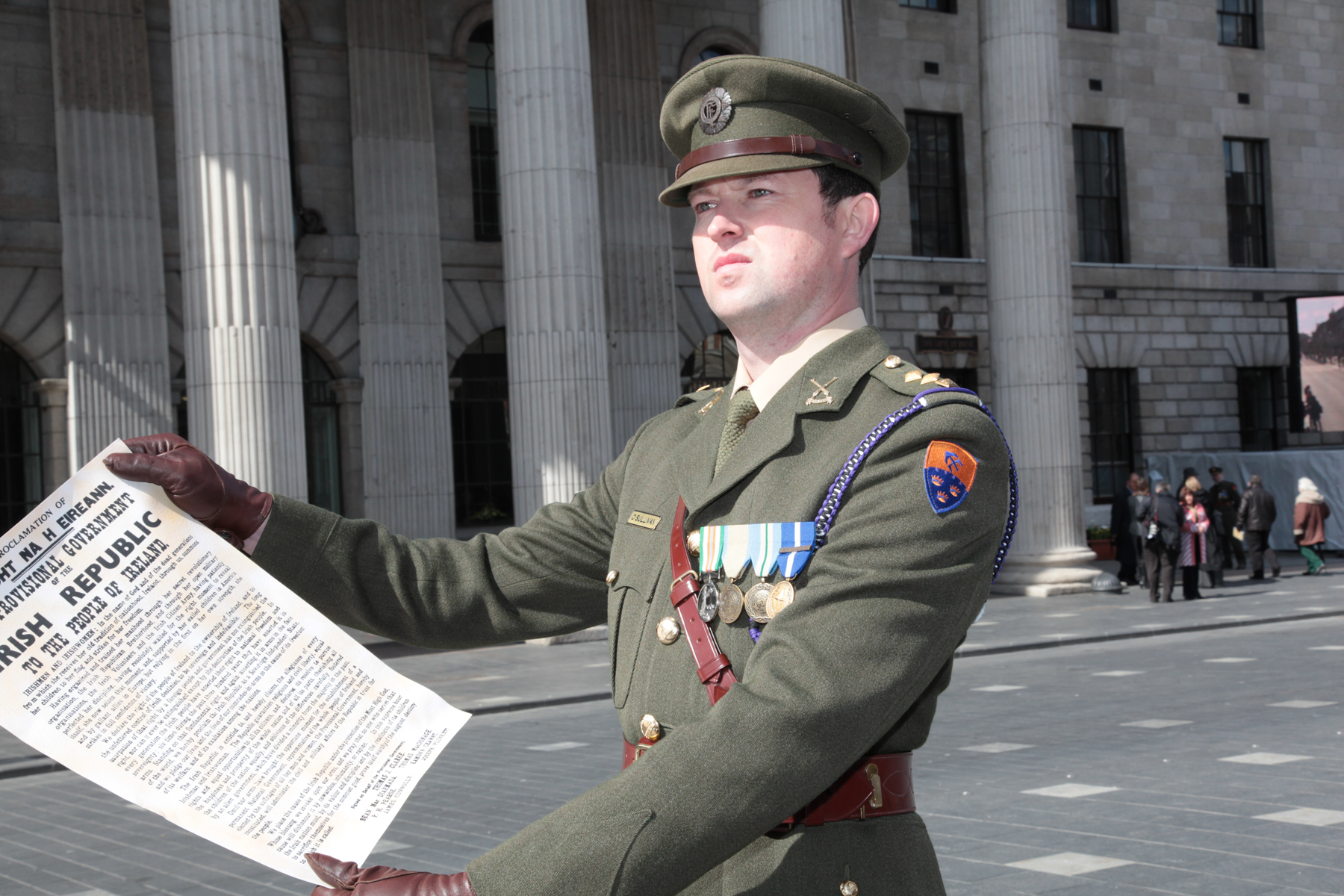
Un oficial del Ejército irlandés sosteniendo la Proclamación delante de la GPO durante las conmemoraciones del Alzamiento en 2010.

Las copias completas de la Proclamación de Pascua ahora se tratan como un venerado icono nacional irlandés. Una se vendió en una subasta por 390 000 euros en diciembre de 2004. Una copia firmada por el participante del Alzamiento Seán T. O'Kelly fue regalada por él a los edificios del parlamento irlandés, Leinster House, durante su mandato como presidente de Irlanda. Actualmente se encuentra en exhibición permanente en el vestíbulo principal. 
Otras copias están en exhibición en la Oficina central de Correos de Dublín (sede del Alzamiento y el lugar donde se leyó por primera vez), el Museo Nacional de Irlanda, la Sala Larga de la Biblioteca del Trinity College y otros museos de todo el mundo. Las copias facsímiles se venden como recuerdos en Irlanda, y las copias del texto a menudo se muestran en las escuelas irlandesas y en los pubs irlandeses de todo el mundo. Un oficial de las Fuerzas de Defensa de Irlanda fuera de la Oficina central de Correos lee la proclamación en voz alta durante las conmemoraciones del Alzamiento de Pascua el domingo de Pascua de cada año.

## Texto
| Original | Traducción |
| --- | --- |
| POBLACHT NA hÉIREANN THE PROVISIONAL GOVERNMENT OF THE IRISH REPUBLIC TO THE PEOPLE OF IRELAND IRISHMEN AND IRISHWOMEN: In the name of God and of the dead generations from which she receives her old tradition of nationhood, Ireland, through us, summons her children to her flag and strikes for her freedom. Having organised and trained her manhood through her secret revolutionary organisation, the Irish Republican Brotherhood, and through her open military organisations, the Irish Volunteers and the Irish Citizen Army, having patiently perfected her discipline, having resolutely waited for the right moment to reveal itself, she now seizes that moment, and supported by her exiled children in America and by gallant allies in Europe, but relying in the first on her own strength, she strikes in full confidence of victory. We declare the right of the people of Ireland to the ownership of Ireland and to the unfettered control of Irish destinies, to be sovereign and indefeasible. The long usurpation of that right by a foreign people and government has not extinguished the right, nor can it ever be extinguished except by the destruction of the Irish people. In every generation the Irish people have asserted their right to national freedom and sovereignty; six times during the past three hundred years they have asserted it in arms. Standing on that fundamental right and again asserting it in arms in the face of the world, we hereby proclaim the Irish Republic as a Sovereign Independent State, and we pledge our lives and the lives of our comrades in arms to the cause of its freedom, of its welfare, and of its exaltation among the nations. The Irish Republic is entitled to, and hereby claims, the allegiance of every Irishman and Irishwoman. The Republic guarantees religious and civil liberty, equal rights and equal opportunities to all its citizens, and declares its resolve to pursue the happiness and prosperity of the whole nation and of all its parts, cherishing all of the children of the nation equally, and oblivious of the differences carefully fostered by an alien Government, which have divided a minority from the majority in the past. Until our arms have brought the opportune moment for the establishment of a permanent National Government, representative of the whole people of Ireland and elected by the suffrages of all her men and women, the Provisional Government, hereby constituted, will administer the civil and military affairs of the Republic in trust for the people. We place the cause of the Irish Republic under the protection of the Most High God, Whose blessing we invoke upon our arms, and we pray that no one who serves that cause will dishonour it by cowardice, inhumanity, or rapine. In this supreme hour the Irish nation must, by its valour and discipline, and by the readiness of its children to sacrifice themselves for the common good, prove itself worthy of the august destiny to which it is called. Signed on behalf of the Provisional Government: THOMAS J. CLARKE SEAN Mac DIARMADA; THOMAS MacDONAGH P. H. PEARSE; EAMONN CEANNT JAMES CONNOLLY; JOSEPH PLUNKETT | REPÚBLICA DE IRLANDA (en irlandés) EL GOBIERNO PROVISIONAL DE LA REPÚBLICA IRLANDESA AL PUEBLO DE IRLANDA IRLANDESES E IRLANDESAS: En nombre de Dios y de las generaciones muertas de las que recibe su antigua tradición de nación, Irlanda, a través nuestro, atrae a sus hijos hacia su bandera y se manifiesten por su libertad. Habiendo organizado y entrenado sus hombres mediante su organización secreta revolucionaria, la Hermandad Republicana Irlandesa, y mediante sus organizaciones militares conocidas, los Voluntarios Irlandeses y el Ejército Ciudadano Irlandés, habiendo perfeccionado pacientemente su disciplina, habiendo esperado resueltamente el momento correcto para revelarse a sí misma, ahora se apodera de ese momento, y ayudada por sus hijos exiliados en América y por los galanes aliados de Europa, pero confiando ante todo en su propia fuerza, se manifiesta en plena confianza de victoria. Declaramos el derecho del pueblo de Irlanda a la posesión de Irlanda y el control sin restricciones de los destinos irlandeses, a ser soberanos y irrevocables. La larga usurpación de este derecho por parte de gobierno y personas extranjeros no ha extinguido el derecho, ni puede ser nunca extinguido, excepto mediante la destrucción del pueblo irlandés. En cada generación el pueblo irlandés ha manifestado su derecho a la libertad nacional y soberanía; seis veces, en los últimos trescientos años, ha manifestado este mediante las armas. Basándonos en este derecho fundamental y, de nuevo, manifestándolo en armas ante el mundo, nosotros, por tanto, proclamamos la República Irlandesa como un Estado Independiente Soberano, y entregamos nuestras vidas y las vidas de nuestros camaradas en armas a la causa de su libertad, La República Irlandesa tiene derecho a, y por tanto reclama, la fidelidad de todo irlandés e irlandesa. La República garantiza libertad religiosa y civil, igualdad de derechos e igualdad de oportunidades a todos sus ciudadanos, y declara su resolución a perseguir la felicidad y prosperidad de toda la nación y de todas sus partes, queriendo a todos los hijos de la nación igualitariamente, y olvidando las diferencias cuidadosamente fomentadas por un gobierno extranjero, que han dividido una minoría de la mayoría en el pasado. Hasta que nuestras armas no lleven el momento oportuno para el establecimiento de un Gobierno Nacional permanente, representativo de todo el pueblo de Irlanda y elegido por sufragio de todos los hombres y mujeres, el gobierno provisional, constituido por la presente, administrará los asuntos civiles y militares de la República con la confianza del pueblo. Nosotros ponemos la causa de la República Irlandesa bajo la protección del Más Grande Dios, las bendiciones del cual invocamos por encima de nuestras armas, y rogamos que ninguno de los que sirve esta causa la deshonre por cobardía, inhumanidad o rapiña. En esta hora suprema la nación irlandesa debe, por su valor y disciplina, y por la predisposición de sus hijos a sacrificarse por el bien común, probarse digno del augusto destino al que es llamada. Firmado en nombre del Gobierno Provisional: THOMAS J. CLARKE SEAN Mac DIARMADA; THOMAS MacDONAGH PH PEARSE; EAMONN CEANNT JAMES CONNOLLY; JOSEPH PLUNKETT |